# Ostuni Calcio 24
L'Associazione Sportiva Dilettantistica Ostuni Calcio 24, meglio nota come Ostuni, è una società calcistica italiana con sede nella città di Ostuni, che attualmente milita in Promozione, la sesta divisione del campionato italiano.
Nato nel 1924 (sebbene la sua data di fondazione venga tradizionalmente postdatata al 1945), ha al suo attivo 15 partecipazioni alla Serie D, massima divisione raggiunta.

## Storia
Il calcio ad Ostuni inizia nel 1924, quando il conseguimento di alcuni risultati positivi convinsero l'allora podestà di Ostuni, Salvatore Ciraci, a realizzare lo Stadio Comunale, inaugurato nel 1931. L'Ostuni ha il suo primo exploit nel 1950, quando raggiunge la Promozione che disputa per due stagioni, seguite da altrettante stagioni in IV Serie. Da qui tornerà nei campionati regionali, categoria in cui rimarrà dal 1954 al 1983.
Nel 1983 l'Ostuni ottiene l'accesso al campionato Interregionale, dove rimane per 4 stagioni, raccogliendo anche le sue migliori prestazioni di sempre con due terzi posti ottenuti nel 1984 e nel 1985.
Nel 1987 retrocede in Promozione, ma centra al primo tentativo il ritorno in Interregionale, dove rimane per altre due stagioni.
Nel 1990 retrocede in Promozione classificandosi al quinto posto, venendo ammessa nella stagione successiva al nascente massimo torneo regionale, l'Eccellenza Puglia. Nella stagione 1994-1995 l'Ostuni conclude il campionato al primo posto a pari punti con il Massafra. Si rende necessario uno spareggio per il passaggio in Serie D, partita che si disputa a Grottaglie il 21 maggio 1995: il Massafra guadagna la serie superiore superando l'Ostuni ai tiri di rigore. L'Ostuni pertanto disputa i play-off. Nella gara di andata delle semifinali pareggia per 0-0 a Boiano, per poi vincere nella gara di ritorno per 2-0. Superato il turno, l'Ostuni affronta la partita di andata della finale contro i calabresi della Silana, perdendo in casa per 0-1. Nella gara di ritorno la Silana si impose per 2-0. L'Ostuni quindi deve aspettare la stagione 1999-00 per l'agognato ritorno in Serie D. In questa occasione la squadra disputa un campionato memorabile, classificandosi prima con 66 punti, con in panchina il tecnico Nicola Ragno. Alla prima stagione in D, l'Ostuni termina il campionato a metà classifica. Nell'annata successiva, trascinato dai gol di Simonetti, l'Ostuni disputa un eccellente campionato, ad un passo dai play-off per la serie C2. Nel 2002-2003, dopo una stagione tribolata, l'Ostuni viene sconfitto ai play-out dal Potenza. In seguito a questa sconfitta, dopo tre stagioni è costretto a salutare la Serie D retrocedendo in Eccellenza. Qui rimane fino al 2009, quando attraverso i play-off risale in Serie D.
Il campionato di Serie D 2010-2011 è segnato da una profonda crisi economica e viene concluso all'ultimo posto del girone H, con conseguente retrocessione diretta. La società fallisce, dunque l'Ostuni Sport non viene iscritta all'Eccellenza Puglia 2011-2012 e riparte dalla Prima Categoria, grazie all'acquisizione del titolo sportivo della Nuova Montalbano. La nuova società, in questa stagione, conclude il campionato del girone B di Prima Categoria al primo posto ed è promossa. Inoltre è finalista di Coppa Puglia.
La compagine ostunese partecipa poi al campionato di Promozione Puglia 2012-2013, classificandosi al terzo posto nel girone B e venendo successivamente ripescata in Eccellenza Puglia 2013-2014. Nel 2014-2015 non riesce a evitare la retrocessione in Promozione. 
In seguito al ritiro dal campionato d'Eccellenza Puglia 2023-24 l'ASD Ostuni 1945 fallisce, ripartendo nel 2024-25 dal campionato di Prima Categoria con il nome di ASD Ostuni Calcio 24. Nella stessa stagione l’Ostuni vince il campionato raggiungendo la Promozione. 

## Palmarès

### Competizioni regionali
- Eccellenza: 1

1999-2000
- Promozione: 2

1982-1983 (girone B), 1987-1988 (girone B)
- Prima Categoria: 1

2024-2025 (girone B)

## Tifoseria

### Storia
Il tifo organizzato a Ostuni si vede per la prima volta nel 1987 grazie alle "Bgb 87" e "Bsp", brigate giallo blu e brigate senza padroni. Il settore dedicato alla tifoseria era la vecchia curva Nord, poi spostata per motivi tecnici. Nel 2014 un gruppo delle Bgb fonda il "Nucleo Caotico 14". Nel 2024 alcuni membri delle Brigate fondano il nuovo gruppo ultras "Estrema Appartenenza".

### Gemellaggi e rivalità
Amicizie
- Acireale gruppo seguaci
- Manduria
- Matino
- Trepuzzi

Rivalità
- Brindisi
- Grottaglie
- Taurisano
- Toma Maglie
- Casarano
- Massafra
- Virtus Francavilla
- Atletico Tricase
- Nola